# David Thieme
David Thieme (* 1940, 1941 oder 1942 in Minneapolis, Minnesota; † 12. August 2025) war ein US-amerikanischer Industriedesigner und Ölhändler, der in den späten 1970er-Jahren durch sein Unternehmen Essex Overseas Petroleum Corporation und dessen Motorsportsponsoring bekannt wurde. Essex war knapp zwei Jahre lang vor allem mit dem britischen Formel-1-Rennstall Lotus verbunden und prägte in dieser Zeit dessen öffentliches Erscheinungsbild.

## Biografische Angaben
Thieme wurde in den USA geboren. Die meisten Quellen geben sein Geburtsjahr mit 1942 an, andere lassen auf die Jahre 1940 oder 1941 schließen.
Einige Details zu Thiemes Herkunft sind nicht zweifelsfrei geklärt. Überwiegend wird angenommen, dass er in Minneapolis auf die Welt kam und in New York City aufwuchs. Sein Vater war ein Flugzeugingenieur, der während des Zweiten Weltkriegs für die Waco Aircraft Company tätig war. Abweichend davon wird vereinzelt behauptet, Thieme sei ein Sohn des in Rotterdam geborenen Marinemalers Anthony Thieme (1888–1954), der 1910 nach Amerika ausgewandert war. Dem steht entgegen, dass Anthony Thieme mehreren Biografien zufolge kinderlos starb.
David Thieme erhielt eine Ausbildung am Pratt Institute in Brooklyn und arbeitete einige Jahre in den USA als Industriedesigner, bevor er zu Beginn der 1970er-Jahre in den Ölhandel wechselte. Er gründete das Handelsunternehmen Essex Overseas Petroleum Corporation, mit dem er innerhalb kurzer Zeit zu großem Wohlstand kam. Ab 1979 tauchte Thieme regelmäßig bei Formel-1-Rennen auf. Er investierte viel Geld in die Formel 1 und ihr Umfeld – eine Quelle geht von insgesamt 12 Mio Dollar in zwei Jahren aus –, darunter auch für aufwendige Teampräsentationen. Thieme galt als Exzentriker, der „den Glamour in die Formel 1 brachte“. Viele zeitgenössische Berichte kommentierten auch sein außergewöhnliches Erscheinungsbild, zu dem ein schwarzer Fedora, ein Kinnbart und eine eckige, schwarz getönte Sonnenbrille gehörten.
Im April 1981 wurde Thieme auf dem Flughafen Zürich-Kloten verhaftet. Grundlage war eine Strafanzeige der Schweizer Bank Credit Suisse, die ihm Betrug in Millionenhöhe vorwarf. Thieme befand sich zwei Wochen lang in Untersuchungshaft und wurde, nachdem der saudi-arabische Geschäftsmann Akram Ojjeh eine hohe Kaution hinterlegt hatte, entlassen. In der Folgezeit brachen sein Unternehmen und auch das Motorsportsponsoring zusammen. Zu einem Strafverfahren gegen Thieme kam es allerdings nicht.
Seit der Verhaftung ist Thieme nicht mehr öffentlich aufgetreten. Einer Pressenotiz aus den 1980er-Jahren zufolge lebte er zu dieser Zeit zurückgezogen in Paris. Sein weiterer Verbleib ist unbekannt.

## Industriedesigner
Nach dem Abschluss der Berufsausbildung arbeitete Thieme – möglicherweise vermittelt durch Kontakte seines Vaters – in der Flugzeugindustrie. Er gründete in den 1960er-Jahren ein eigenes Unternehmen, das darauf spezialisiert war, Inneneinrichtungen von Geschäftsreiseflugzeugen zu gestalten. Hierbei kam er unter anderem mit Ölkonzernen in Kontakt, die sich individuell eingerichtete Privatflugzeuge für ihr Management von Thieme entwerfen ließen. Thieme war in diesem Segment erfolgreich. Zu Beginn der 1970er-Jahre war er Millionär. 1973 gab er diese Tätigkeit komplett auf.

## Essex Overseas Petroleum Corporation

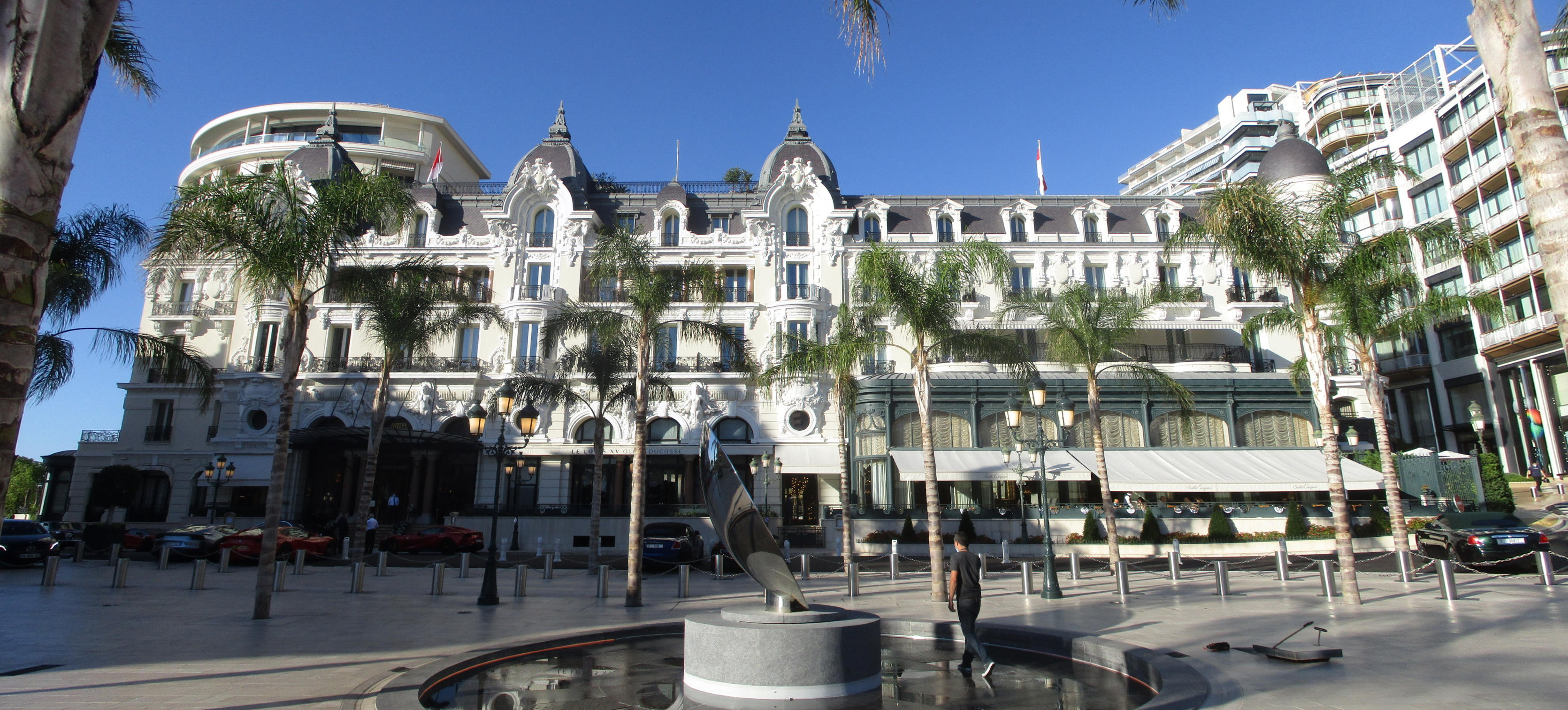
Hôtel de Paris: Unternehmenssitz von Essex Overseas Petroleum

1973 verlagerte Thieme seine Berufstätigkeit auf den Rohölhandel. In diesem Jahr gründete er die Essex Overseas Petroleum Corporation, die in Monaco ansässig war. Einigen Quellen zufolge befand sich der Unternehmenssitz im dortigen Hôtel de Paris. Essex wird vielfach als One Man Show bezeichnet, was darauf hindeutet, dass Thieme die Geschäfte meist allein oder mit nur sehr wenigen Mitarbeitern abwickelte.
Thiemes Geschäftsmodell ähnelte dem des spanisch-israelischen Rohstoffhändlers Marc Rich. Thieme beschränkte sich auf den Handel mit Rohöl; sein Unternehmen war weder an der Ölförderung noch an der Verarbeitung beteiligt. Dabei nutzte er Preisschwankungen aus, zu denen es ab 1973 unter anderem als Folge des Jom-Kippur-Kriegs kam, und betrieb mit Staaten Handel, die von regionalen oder internationalen Embargos erfasst waren. Um immer größere Geschäfte finanzieren zu können, ließ er sich ab 1977 von der Schweizer Bank Credit Suisse hohe Darlehen gewähren. Damit war Thieme mindestens bis in die späten 1970er-Jahre sehr erfolgreich. Laut einer Quelle belief sich der Jahresgewinn des Unternehmens 1979 auf 70 Mio US-$.
Es gibt Hinweise darauf, dass Essex zum Jahreswechsel 1980/81 in wirtschaftliche Schwierigkeiten geriet. Teilweise war von nicht bezahlten Rechnungen die Rede. Ungewöhnlich war, dass Thieme, der auffällige Auftritte im „Motorsportzirkus“ schätzte, bei den ersten beiden Formel-1-Rennen der Saison 1981 nicht erschien und zeitweise unerreichbar war.
Nach Thiemes Verhaftung wurden die Vermögenswerte von Essex und Thieme verwertet, darunter ein Reisebus, ein Helikopter und ein Privatflugzeug. Dadurch brach das Unternehmen zusammen und stellte den Geschäftsbetrieb ein.

## Motorsportsponsoring
Thieme war seit den frühen 1970er-Jahren Motorsportenthusiast. Eine Quelle beschreibt ihn unter anderem als Fan des US-amerikanischen Rennfahrers Parnelli Jones. Über François Mazet, einen ehemaligen französischen Rennfahrer, der seit den 1970er-Jahren als Sponsorvermittler im Motorsport tätig war, kam Thieme in Kontakt zu Porsche und zum britischen Formel-1-Team Lotus, deren Werksteams er in der Folgezeit finanziell unterstützte. Mazet war in dieser Zeit Thiemes Berater und Organisator. Durch das Sponsoring wurde der Name Essex international bekannt.

### Porsche

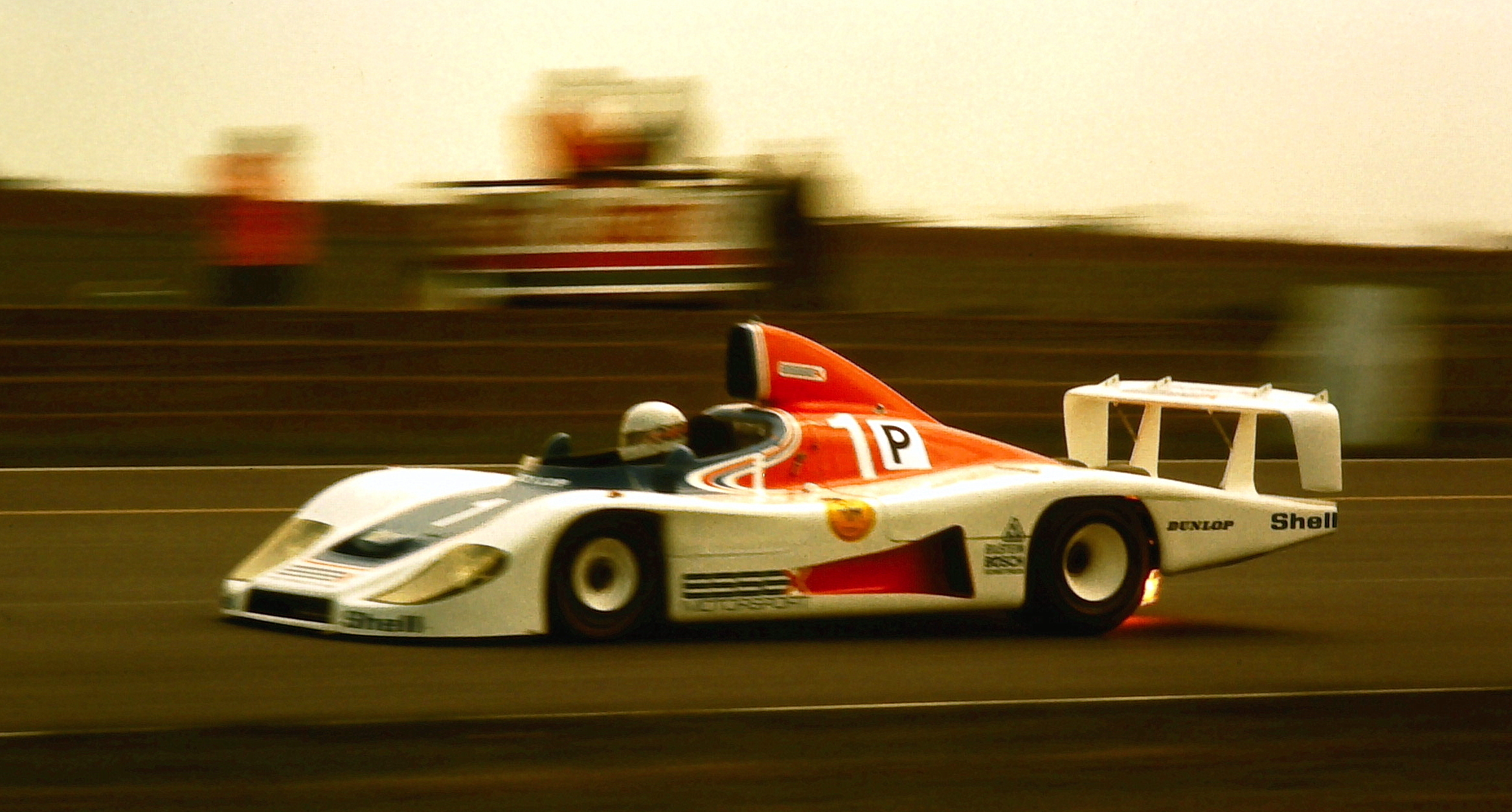
Werks-Porsche 936/78 beim 6-Stunden-Rennen von Silverstone 1979

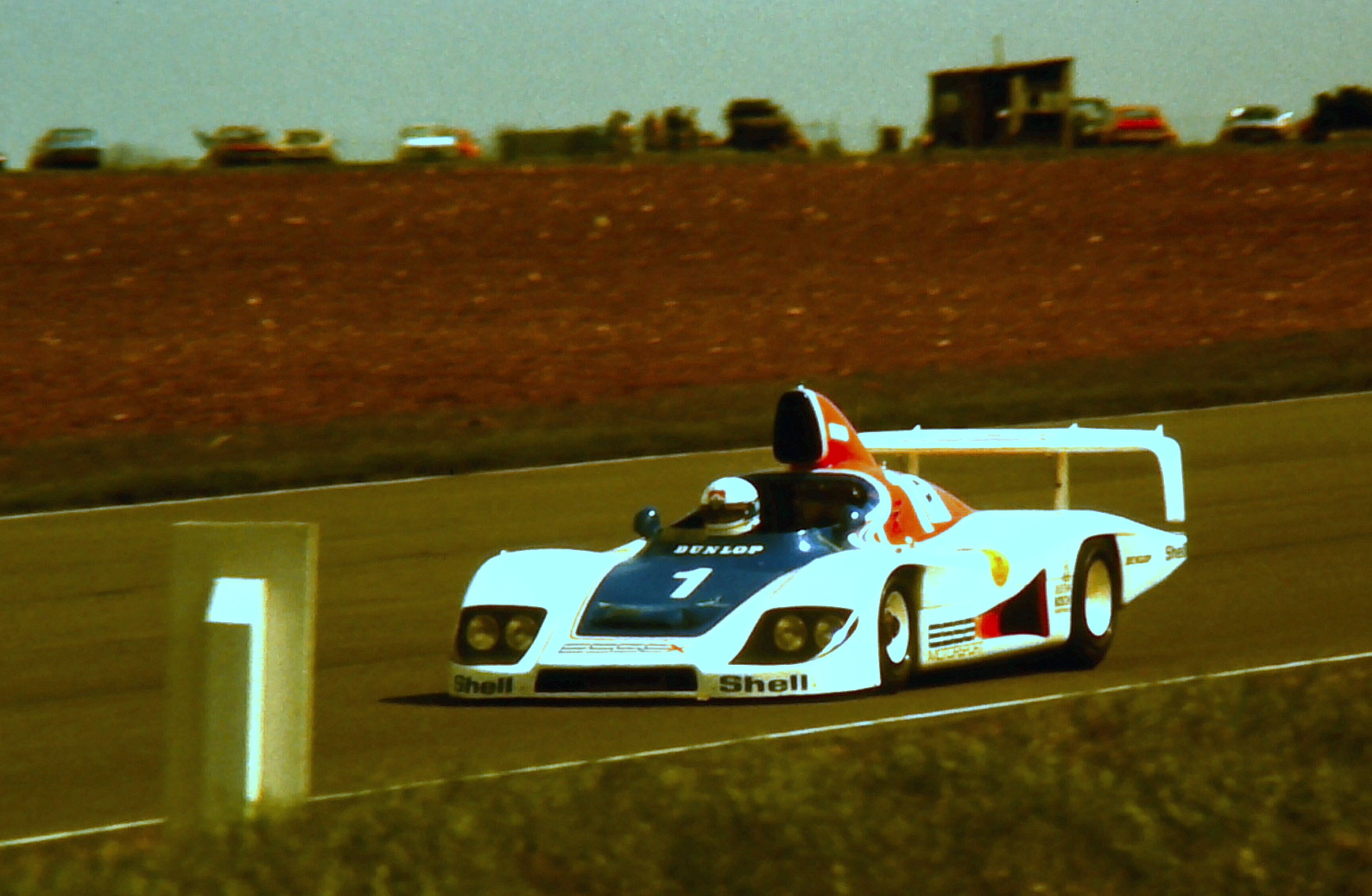
Jochen Mass am Steuer des von Essex gesponserten Porsche 936

Thieme begann im Frühjahr 1979 ein kurzfristiges Motorsportsponsoring für Porsche. Der Stuttgarter Sportwagenhersteller engagierte sich in den 1970er-Jahren mit Kundenfahrzeugen, teilweise aber auch werksseitig in der Sportwagen-Weltmeisterschaft. Nachdem Porsches Werksteam mit dem Gruppe-6-Sportwagen Porsche 936 Turbo und Unterstützung von Martini Racing das 24-Stunden-Rennen von Le Mans 1976 und auch das Rennen 1977 gewonnen hatte, reichte es 1978 nur zum zweiten Platz hinter Renault Alpine, die mit ihrem V6-Turbomotor für 1979 in die Formel 1 wechselten. Zudem war Martini 1979 in der F1 bei Lotus engagiert. Von Porsche war daher für das 24-Stunden-Rennen von Le Mans 1979 keine werksseitige Teilnahme geplant; man wollte das Feld den zahlreichen Kunden des auf dem 911 basierenden Gruppe-5-Rennwagen Porsche 935 Turbo überlassen. Eine Änderung der Planungen ergab sich, als Thieme Anfang 1979 Porsche die Finanzierung eines Werkseinsatzes in Le Mans zusagte.
Zur Vorbereitung des Le-Mans-Einsatzes ging Porsches Werksteam am 6. Mai 1979 mit Jochen Mass und Brian Redman beim 6-Stunden-Rennen von Silverstone an den Start. Den nur 1978 eingesetzten extrem flachen und starken 935/78 „Moby Dick“ ließ man stehen, um den Kunden in dieser Klasse keine Konkurrenz zu machen. Es wurde nur bei den Sportwagen angetreten und der drei Jahre alte erste Porsche 936/78 (Chassis 001) modifiziert.
Das weiterhin in Grundfarbe weiß lackierte Auto mit blauem Cockpitrand und roter Motorhaube trug an den Wagenflanken einen kaum erkennbaren Essex-Schriftzug; Essex war hier allerdings noch nicht Namenssponsor des Rennstalls, es wurde unter Nennung von Porsche System angetreten. Der 936 war einer der wenigen Sportwagen über 2 Liter Hubraum, der nominell schnellsten Klasse, und startete von der Poleposition. Im Rennen verunglückte Jochen Mass mit Bremsproblem nach 193 Runden.
Fünf Wochen später startete das Porsche-Werksteam in Le Mans unter der Bezeichnung Essex Motorsport Porsche mit zwei Autos. Die beiden Werks-Porsche galten nach zwei Siegen sowie Platz 2 als klare Favoriten für einen erneuten Gesamtsieg. Zudem waren zahlreiche private 935 am Start, aber nur wenige konkurrenzfähige andere Marken. Für Jacky Ickx, Brian Redman und Jürgen Barth wurde Chassis 003 mit Start-Nr. 14 vorbereitet, die Flächen mit den Essex-Farben rot und blau waren zur Unterscheidung vertauscht. Chassis 001 mit Nr. 12 wurde von Hurley Haywood und Bob Wollek bewegt, sie qualifizierten das Auto für die Poleposition. Bereits im Training traten wieder Probleme im Bereich Felgen/Bremsen auf, es kam nach langer Doppelführung keines der Autos ins Ziel. Ickx wurde nach 18 Stunden und 200 Runden disqualifiziert, weil er bei einer Reparatur auf der Strecke unerlaubt Hilfe in Form eines aus dem Buschwerk fliegenden Keilriemens erhielt, während das Wollek-Haywood-Auto nach 236 Runden nach weiterem Reifendefekt endgültig ausfiel. Den Sieg im Regenrennen errang einer der 935, der von Kremer Racing mit Klaus Ludwig, vor zwei weiteren 935 (Paul Newman) und sogar einem Porsche 934.
Nach diesem Rennen endete Thiemes Geschäftsbeziehung mit Porsche.

### Lotus
Annähernd zeitgleich mit dem kurzen Engagement bei Porsche begann Thieme, das Formel-1-Team Lotus zu unterstützen. Zwei Jahre lang – von April 1979 bis April 1981 – waren er und Essex eine wesentliche finanzielle Stütze des Rennstalls. Aus der Geschäftsbeziehung wurde eine persönliche Freundschaft zwischen Thieme und Colin Chapman, dem Gründer und Teamchef von Lotus, der von Thiemes Auftreten und von seinen finanziellen Möglichkeiten beeindruckt war.  Essex’ Zusammenbruch im Frühjahr 1981 brachte Lotus in eine schwere Krise.

#### Formel 1

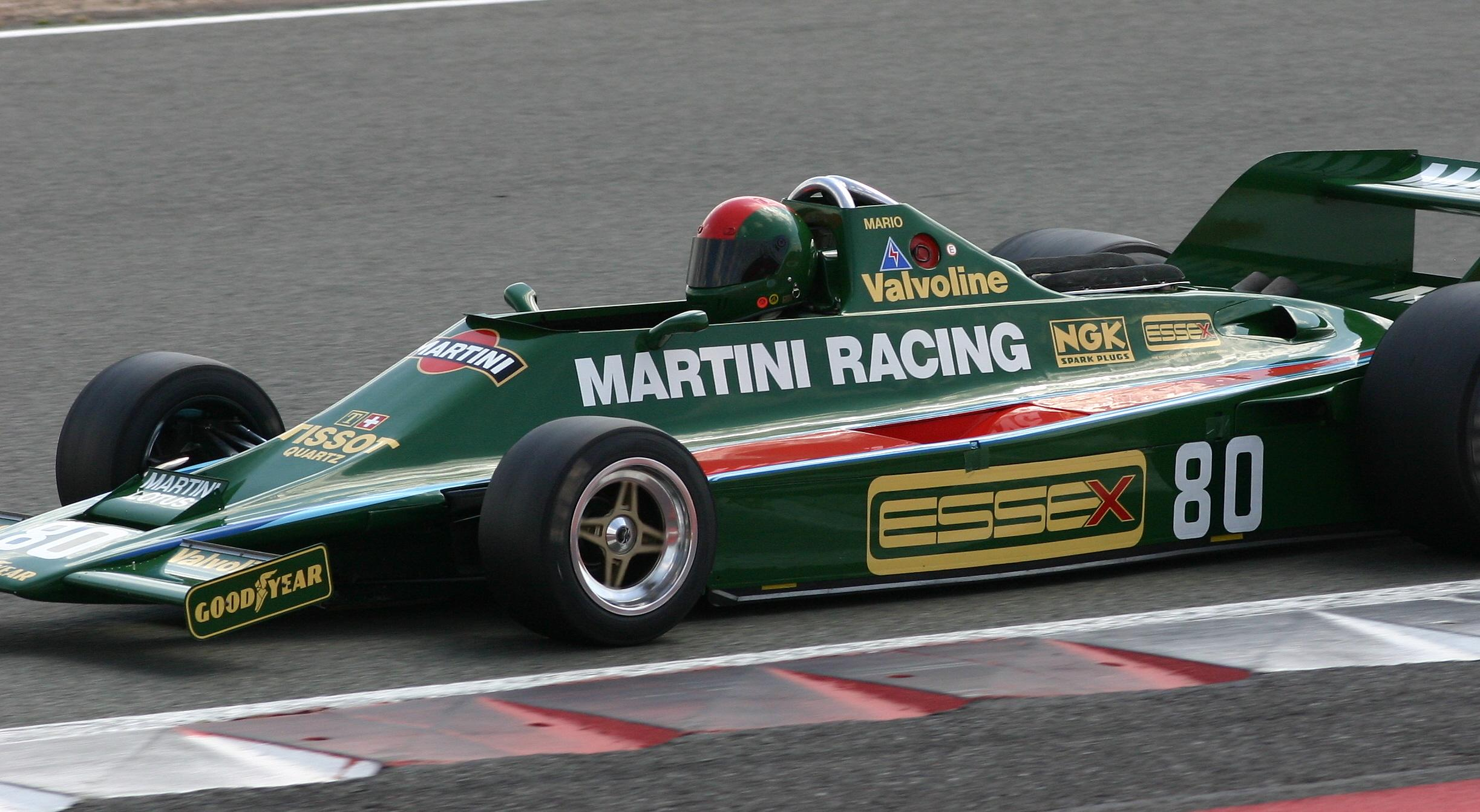
Lotus 80 von 1979 mit Essex-Werbung

Obwohl das Team Lotus in der Formel-1-Saison 1978 sowohl die Fahrer- als auch die Konstrukteursmeisterschaft gewonnen hatte, erneuerte der langjährige Sponsor Imperial Tobacco, der seit 1972 mit der Zigarettenmarke John Player Special auf den Formel-1-Wagen des Teams geworben hatte, den Sponsorvertrag für die Saison 1979 nicht. Der italienische Spirituosenhersteller Martini & Rossi übernahm daraufhin einen Teil des Imperial-Tobacco-Budgets. Gesichert war der Haushalt des Teams allerdings erst im April 1979, als Thiemes Marke Essex zum zusätzlichen Lotus-Sponsor wurde. Essex warb ab dem Großen Preis der USA West auf den Seitenkästen des Lotus 80. Die Saison verlief für Lotus erfolglos. Der neu entwickelte Lotus 80 erwies sich als Fehlkonstruktion, sodass das Team zu den meisten Rennen der Saison mit dem Lotus 79 vom Vorjahr antreten musste. Lotus fuhr 1979 keinen Sieg ein; die besten Ergebnisse waren zwei zweite Plätze von Carlos Reutemann und drei dritte Plätze. Sie wurden ausnahmslos in den ersten sechs Rennen der Saison, teilweise bereits vor dem Einstieg Thiemes, erzielt. In der zweiten Saisonhälfte mehrten sich Ausfälle und Platzierungen außerhalb der Punkteränge. Am Saisonende war Lotus auf den vierten Platz der Konstrukteursmeisterschaft zurückgefallen.

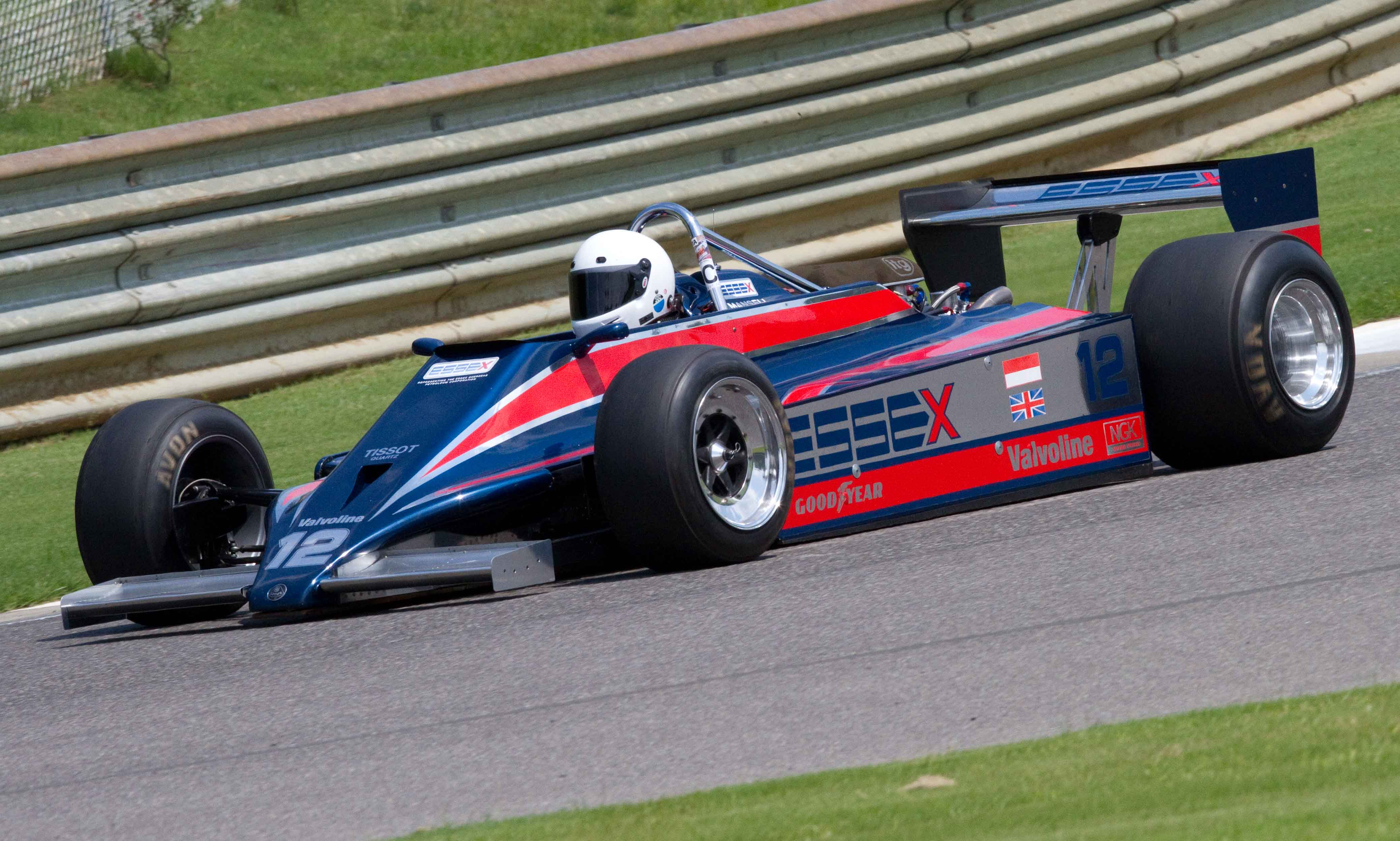
Lotus 81 von 1980

1980 nahm Essex eine zentrale Rolle im Lotus-Team ein. Essex übernahm die Werbeflächen von Martini & Rossi und stellte dem Rennstall, der nun als Team Essex Lotus gemeldet wurde, ein für damalige Verhältnisse hohes Budget von 4 Mio US-$ zur Verfügung. Colin Chapman investierte das Geld von Essex im Laufe dieses Jahres zu einem großen Teil in die Entwicklung des kommenden Lotus 88, mit dem er in der Saison 1981 die Formel 1 revolutionieren wollte. 1980 hingegen war in der Erwartung, dass Thieme dem Rennstall in einer vorübergehenden Schwächephase helfen würde, als bloßes Übergangsjahr gedacht, und das aktuelle Einsatzfahrzeug, der konservativ konstruierte Lotus 81, hatte im Wesentlichen die Rolle eines Lückenfüllers. Dementsprechend fielen die Ergebnisse der Saison 1980 noch schwächer aus als die des Vorjahrs: Lotus erzielte nur eine Podiumsplatzierung (Elio de Angelis’ zweiter Platz in Brasilien), und am Jahresende belegte Lotus Rang fünf in der Konstrukteursmeisterschaft.

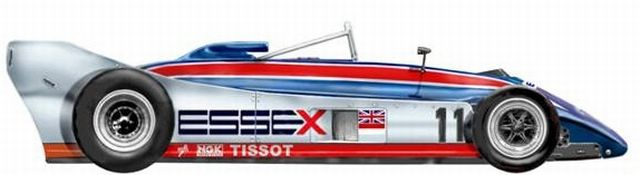
Lotus 88

Die Saison 1981 war als Neubeginn für das Team Lotus gedacht. Auf eine aufwendige, von Thieme finanzierte Teampräsentation in der Londoner Royal Albert Hall, an der unter anderem die britische Premierministerin Margaret Thatcher teilnahm, folgte die Einführung des innovativen, von einigen Quellen als genial beschriebenen Lotus 88, dessen zwei ineinander liegende und weitgehend unabhängig voneinander gefederte Zwillings-Chassisteile das Bodenhaftungskonzept perfektionieren sollte. Bei seinem Debüt im März 1981 in Brasilien wurde der Wagen allerdings für illegal erklärt und ausgeschlossen. Das wiederholte sich im April in Argentinien. In diese Phase fiel die Verhaftung Thiemes in Zürich, in deren Folge die Zahlungen von Essex wegbrachen. Zum Großen Preis von San Marino, der unmittelbar auf die Verhaftung Thiemes folgte, trat Lotus daraufhin nicht an; es war der erste Weltmeisterschaftslauf seit dem auf den Tod Jochen Rindts folgenden Großen Preis von Kanada 1970, dem das Team fernblieb.
Der Wegfall von Thiemes Unterstützung brachte Lotus in eine wirtschaftliche Krise, von der sich der Rennstall nicht mehr vollständig erholte. Chapman bemühte sich um eine Konsolidierung des Teams und erreichte zum folgenden Rennen in Großen Preis von Spanien eine Neuauflage der Beziehung zur Zigarettenmarke John Player Special, die als Namens- und Hauptsponsor zum Team zurückkehrte. Allerdings ersetzte Imperial Tobacco das große Budget, das Essex versprochen hatte, nur teilweise. Lotus musste das Entwicklungsprogramm in den folgenden Jahren daraufhin deutlich reduzieren.

#### Essexbei Seriensportwagen

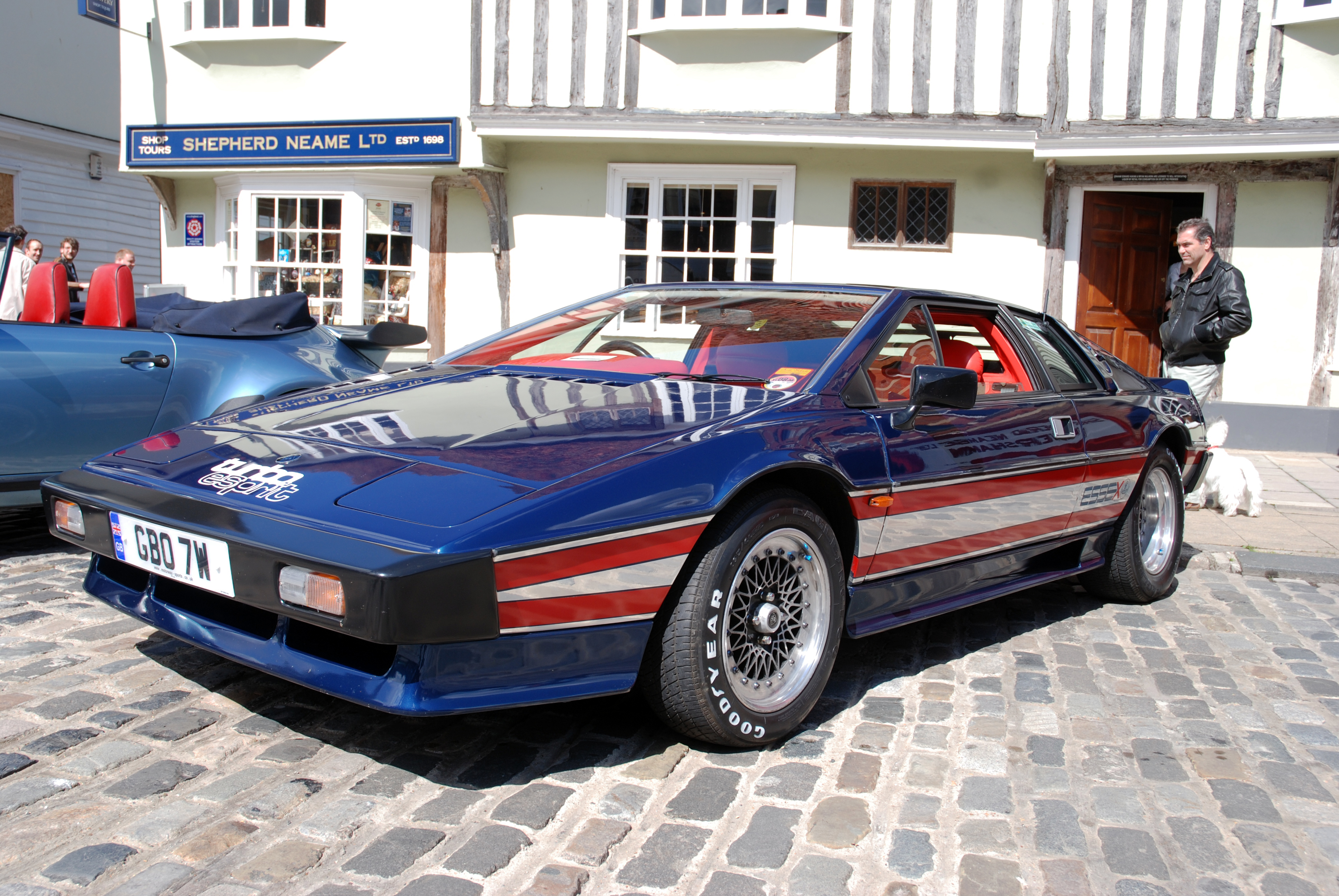
Lotus Esprit Essex Turbo (1980)

Die tragende Bedeutung, die Thieme und sein Unternehmen Essex für Lotus hatte, zeigte sich auch im Bereich der Straßensportwagen. 1980 legte Lotus eine Sonderserie des Esprit Turbo auf, die in blauer Lackierung mit rot-silbernen Streifen und Essex-Schriftzug ausgeliefert wurde. Die serienmäßigen Lederbezüge des Interieurs haben einen Oxblood (Ochsenblut) genannten Rotton. Ursprünglich war der Bau von 100 Lotus Esprit Essex Turbo geplant, tatsächlich konnte Lotus aber nur 45 Exemplare dieser Sonderserie absetzen. Die Autos sind heute gesuchte Sammlerstücke.
1980 stellte Lotus außerdem ein einzelnes Exemplar des kompakten Sportwagens Talbot Sunbeam Lotus in Essex-Aufmachung her. Das im Übrigen serienmäßige Auto wurde in dem gleichen Blauton lackiert wie die zeitgenössischen Formel-1-Autos des Lotus-Teams und die Lotus Esprit Essex Turbo; hinzu kamen rote und silberne Streifen an den Wagenflanken einschließlich des Essex-Schriftzugs. Das linksgelenkte Auto stand 1980 vor allem am Unternehmenssitz von Essex in Monaco und beförderte wiederholt Mitarbeiter oder Kunden des Unternehmens von dort aus zu den Rennstrecken der Formel 1. Der Wagen existiert im 21. Jahrhundert noch und befand sich jahrzehntelang im Besitz eines ehemaligen Mitarbeiters von Thieme.

### Penske
Anlässlich des 500-Meilen-Rennens von Indianapolis 1980 war Essex Sponsor eines von Mario Andretti eingesetzten Penske PC9. Die blau-weiß-rot-silberne Lackierung des Autos ähnelte der der zeitgenössischen Lotus-Rennwagen.